# Volvariella
Volvariella là một chi nấm trong họ Pluteaceae.

## Các loài
- Volvariella bombycina
- Volvariella caesiotincta
- Volvariella gloiocephala
- Volvariella hypopithys
- Volvariella iranica
- Volvariella jamaicensis
- Volvariella lepiotospora
- Volvariella peckii
- Volvariella sathei
- Volvariella speciosa
- Volvariella surrecta
- Volvariella volvacea